# HD 24160
HD 24160 är en ensam stjärna i den mellersta delen av stjärnbilden Eridanus som också har Bayer-beteckningen g Eridani. Den har en skenbar magnitud av ca 4,17 och är svagt synlig för blotta ögat där ljusföroreningar ej förekommer. Baserat på parallax enligt Gaia Data Release 2 på ca 15,0 mas, beräknas den befinna sig på ett avstånd på ca 217 ljusår (ca 67 parsek) från solen. Den rör sig bort från solen med en heliocentrisk radialhastighet på ca 2 km/s. Stjärnan ingår i Ursa Major rörelsegrupp av stjärnor med gemensam rörelse genom rymden.

## Egenskaper
HD 24160 är en gul till orange jättestjärna av spektralklass G7 III, som har förbrukat förrådet av väte i dess kärna och rört sig bort från huvudserien. Den har en massa som är ca 2,3 solmassor, en radie som är ca 11 solradier och har ca 81 gånger solens utstrålning av energi från dess fotosfär vid en effektiv temperatur av ca 4 900 K.